# Bural
Bural (Russisch: Бурятские авиалинии) is een Russische luchtvaartmaatschappij met haar thuisbasis in Oelan-Oede. Zij voert passagiers- en vrachtchartervluchten uit binnen Rusland.

## Geschiedenis
Bural is ontstaan als opvolger van Ulan Ude Air Enterprise welke in 1993 is opgericht. Vanaf 1997 tot 2001 werd gevlogen onder de naam Buryatia Airlines waarna vanaf 2001 de huidige naam Bural werd gevoerd.

## Vloot
- 2 Antonov AN-24RV